# Stephen Colbert
Stephen Tyrone Colbert (n. 13 mai 1964) este un comedian, scriitor, producător și moderator american. Este gazda talk show-ului The Late Show with Stephen Colbert difuzat de CBS.
Colbert a fost inclus de revista Time în 2006 și 2012 în lista celor mai influente 100 de personalități.